# Veerakkalpudur
Veerakkalpudur é uma panchayat (vila) no distrito de Salem, no estado indiano de Tamil Nadu.

## Demografia
Segundo o censo de 2001, Veerakkalpudur tinha uma população de 16,358 habitantes. Os indivíduos do sexo masculino constituem 52% da população e os do sexo feminino 48%. Veerakkalpudur tem uma taxa de literacia de 77%, superior à média nacional de 59.5%: a literacia no sexo masculino é de 83% e no sexo feminino é de 71%. Em Veerakkalpudur, 9% da população está abaixo dos 6 anos de idade.